# Anoectochilus hainanensis
Anoectochilus hainanensis là một loài thực vật có hoa trong họ Lan. Loài này được H.Z.Tian, F.W.Xing & L.Li mô tả khoa học đầu tiên năm 2008.